# Alchemilla undulata
Alchemilla undulata é uma espécie de rosácea do gênero Alchemilla, pertencente à família Rosaceae.